# Twierdzenie Pohlkego
Twierdzenie Pohlkego – podstawowe twierdzenie z aksonometrii, które sformułował Karl Wilhelm Pohlke w 1853 r., a udowodnił Hermann Schwarz .

## Twierdzenie

Twierdzenie Pohlkego

Trzy dowolne odcinki na płaszczyźnie {\displaystyle {\overline {O}}{\overline {U}},} {\displaystyle {\overline {O}}{\overline {V}}} i {\displaystyle {\overline {O}}{\overline {W}}} wychodzące z jednego punktu {\displaystyle {\overline {O}},} które nie leżą na jednej prostej, można rozważać jako rzut równoległy trzech krawędzi sześcianu {\displaystyle OU,} {\displaystyle OV} i {\displaystyle OW}.

## Zastosowanie
Zawartość twierdzenia Pohlkego stanowi podstawy teoretyczne metody aksonometrycznej, czyli kreślenia figur geometrycznych w rzucie równoległym na płaszczyznę z użyciem układu wspólrzędnych.